# Élisabeth-Dorothée de Saxe-Gotha
Élisabeth-Dorothée de Saxe-Gotha-Altenbourg (8 janvier 1640 – 24 août 1709), est une princesse allemande et membre de la Maison de Wettin de la branche ernestine de Saxe-Gotha-Altenbourg. Par mariage, elle est landgravine de Hesse-Darmstadt et régente de 1678 à 1688.

## Famille
Élisabeth-Dorothée est la fille aînée d'Ernest Ier de Saxe-Gotha et d'Élisabeth-Sophie de Saxe-Altenbourg, la seule fille de Jean-Philippe de Saxe-Altenbourg. Lorsque le duc Frédéric-Guillaume III de Saxe-Altenbourg meurt sans enfants en 1672, Élisabeth-Sophie devient l'héritière de l'ensemble de la branche de Saxe-Altenbourg, sur la base du testament de son père Jean-Philippe.

## La vie à Darmstadt
Le 5 décembre 1666, Élisabeth-Dorothée épouse Louis VI de Hesse-Darmstadt au Château de Friedenstein à Gotha. Le marié est un proche ami de son frère Frédéric Ier de Saxe-Gotha-Altenbourg et un veuf, père de six enfants. Elle donne à son mari huit autres enfants, deux filles et six fils; le quatrième Jean mourut en bas âge et le dernier Frédéric est décédé quatre jours après avoir été mortellement blessé à la bataille de Lesnaya, dix mois avant mère. Le comte Louis VI meurt le 24 avril 1678 et est remplacé par son fils aîné issu de son premier mariage avec Marie-Élisabeth de Holstein-Gottorp, Louis VII de Hesse-Darmstadt, qui règne seulement 18 semaines et 4 jours avant de mourir de dysenterie, le 31 août 1678 à Gotha.
Comme son père, Louis VII désigne sa belle-mère comme régente de Hesse-Darmstadt. La Cour Impériale (Reichskammergericht) exige qu'elle règne conjointement avec un groupe de conseillers dirigés par Weiprecht de Gemmingen, mais elle réussit à les écarter. Darmstadt prospère sous son règne.
À la mort de Guillaume-Christophe de Hesse-Hombourg, en 1681, Élisabeth-Dorothée conteste avec succès les droits de la branche de Hombourg sur Bingenheim, affirmant que la zone appartenait légitimement à la branche de Darmstadt  parce qu'elle avait été donnée à la princesse Sophie-Éléonore de Hesse-Darmstadt en dot quand elle a épousé le comte Guillaume-Christophe.
Après que son fils Ernest-Louis ait atteint sa majorité en 1688, elle se retire sur ses terres de Butzbach, mais offre son aide dans le gouvernement de son fils, qui refuse. Elle est décédée à Butzbach en 1709. Ses fils cadets se convertissent au catholicisme.
Elle a tenu un journal pendant un certain temps avant de l'abandonner, en 1667. Même si elle n'a laissé que cinquante-deux pages, le journal est considéré comme un précieux point de vue dans le monde de la justice allemande.

## Mariage et descendance
Le 5 décembre 1666, Élisabeth-Dorothée épouse à Gotha au Château de Friedenstein Louis VI de Hesse-Darmstadt, veuf de Marie-Élisabeth de Holstein-Gottorp et père de six enfants. Huit enfants sont nés de cette seconde union :
- Ernest-Louis (1667-1739), landgrave de Hesse-Darmstadt ;
- Georges (1669-1705) ;
- Sophie-Louise (1670-1758) ;
- Philippe (1671-1736) épouse en 1693 Marie-Thérèse de Croÿ (1673-1714) dont 4 fils et une fille;
- Jean (1672-1673) ;
- Henri ;
- Élisabeth-Dorothée (1676-1721), épouse en 1700 le landgrave Frédéric III de Hesse-Hombourg ;
- Frédéric (1677-1708).